# Parachute (Colorado)
Parachute és una població dels Estats Units a l'estat de Colorado. Segons el cens del 2008 tenia 1.290 habitants.

## Demografia
Segons el cens del 2000, Parachute tenia 1.006 habitants, 381 habitatges, i 233 famílies. La densitat de població era de 329,2 habitants per km².
Dels 381 habitatges en un 39,9% hi vivien nens de menys de 18 anys, en un 41,7% hi vivien parelles casades, en un 11,8% dones solteres, i en un 38,8% no eren unitats familiars. En el 32,8% dels habitatges hi vivien persones soles el 10,5% de les quals corresponia a persones de 65 anys o més que vivien soles. El nombre mitjà de persones vivint en cada habitatge era de 2,64 i el nombre mitjà de persones que vivien en cada família era de 3,42.
Per edats la població es repartia de la següent manera: un 34,2% tenia menys de 18 anys, un 9,1% entre 18 i 24, un 32,3% entre 25 i 44, un 15,4% de 45 a 60 i un 8,9% 65 anys o més.
L'edat mediana era de 29 anys. Per cada 100 dones de 18 o més anys hi havia 103,7 homes.
La renda mediana per habitatge era de 31.208 $ i la renda mediana per família de 34.423 $. Els homes tenien una renda mediana de 31.118 $ mentre que les dones 21.875 $. La renda per capita de la població era de 14.114 $. Entorn del 7,7% de les famílies i el 12,4% de la població estaven per davall del llindar de pobresa.

## Poblacions més properes
El següent diagrama mostra les poblacions més properes.